# 科伯恩-贡多夫
科伯恩-贡多夫（德語：Kobern-Gondorf）是德国莱茵兰-普法尔茨州的一个市镇。总面积28.36平方公里，总人口3178人，其中男性1578人，女性1600人（2011年12月31日），人口密度112人/平方公里。

## 友好城市
- 法國 科尔比尼